# Catedral de Sant Andreu (Glasgow)
La Catedral Metropolitana de Sant Andreu o Catedral Metropolitana de Glasgow és una catedral catòlica romana al centre de la ciutat de Glasgow, Escòcia. És l'església mare de l'Arquidiócesis Catòlica Romana de Glasgow. La Catedral, dissenyada el 1814 per James Gillespie Graham en estil neogòtic, es troba a la riba nord del riu Clyde, al carrer Clyde. La catedral de Sant Andreu és la seu de l'arquebisbe de Glasgow, actualment el Reverend Philip Tartaglia. Es dedica al patró d'Escòcia, Sant Andreu.

## Història
Des de la Reforma escocesa de 1560 fins a l'inici del procés d'emancipació catòlica el 1791, amb la Llei de socors catòlics de 1791, que va restaurar certs drets civils i la llibertat de culte, els catòlics romans de Glasgow havien de venerar de manera encoberta. A finals del segle xviii, particularment amb l'arribada d'immigrants irlandesos a Glasgow durant els inicis de la Revolució Industrial, va sorgir una creixent demanda d'una església catòlica romana a la ciutat. El 1805 hi havia aproximadament 450 catòlics a la ciutat, però el 1814 el nombre de comunicants gravats a la ciutat havia augmentat fins a 3.000, i en aquest any la decisió va ser presa pel reverend Andrew Scott per construir una nova església al carrer Clyde.
Les terres sobre les quals es va construir l'església havien estat comprades als propietaris de l'empresa de Bogle i Scott que anteriorment havien negociat des d'aquest lloc com a part del comerç de Glasgow amb Amèrica i les Índies Occidentals. Les famílies de Bogle i Scott, majoritàriament presbiterianes i episcopals, eren noms prominents a Glasgow que posseïen nombrosos polígons al voltant de la ciutat i sovint tenien oficines municipals líders, com George Bogle de Daldowie, Lord Rector de la Universitat.
Complet en 1816, i dissenyat per James Gillespie Graham (1776-1855), l'església de Sant Andreu va tornar a introduir la presència catòlica romana a Glasgow.
La contínua hostilitat a l'església catòlica romana a Escòcia va ser evident durant la construcció de l'església: els treballs realitzats durant el dia van ser destruïts pels saboteurs a la nit, retardant la seva finalització i, finalment, els guàrdies havien de ser col·locats a la construcció per protegir les obres de construcció. No obstant això, les congregacions d'altres denominacions cristianes a la ciutat van donar diners per a la realització del projecte en un gest d'ecumenisme a la llum de les dificultats a les quals s'enfrontava la construcció. L'edifici de l'església és relativament modest en escala, sense campanar ni campanar. Això es va deure principalment a restriccions contínues a la prominència dels llocs de culte catòlics sota la Llei de socors de 1791, que finalment no van ser derogades fins a la posterior Llei de socors catòlic de 1829.
Després de la Restauració de la jerarquia escocesa, realitzada pel Papa Lleó XIII el 1878, l'església de Sant Andreu va ser finalment elevada a la condició de pro-Catedral el 1884, i també va ser àmpliament renovada en aquella època pels arquitectes Pugin i Pugin.
El 1947, amb l'establiment de les noves diòcesis de Motherwell i Paisley, l'arxidiòcesi de Glasgow va recuperar l'estatut de la diòcesi metropolitana que havia tingut abans que la Reforma i St Andrew es convertissin en una catedral metropolitana.

## Òrgan
L'orgue de la catedral va ser construït originalment en 1903 per Henry Willis & Sons per a l'antiga església congregacional de Elgin Place, a la cantonada de Pitt Street i Bath Street, i va ser instal·lat novament a la catedral de St Andrew el 1981, quan l'església es va tancar per adorar.
L'especificació és la següent:
- Pedals
  - Open Diapason (Mirrlees) 32 Open Diapason 16 Bourdon 16 Octave 8 Flute Bass 8

- Cor
  - Hohl Flauta 8 Gamba 8 Dulciana 8 Flauta Harmònica 4 Piccolo 2 Corno Di Bassetto 8

- Gran òrgan
  - Diapason doble 16 Diapason obert No.1 8 Diapason obert No.2 8 Flauta Clarabel 8 Principal 4 Flauta harmònica 4 Fifteenth Mixture 3rks Trompeta 8 Clarion 4

- Òrgan de fuet
  - Lieblich Bourdon 16 Open Diapason 8 Lieblich Gedact 8 Salicional 8 Vox Angelica 8 Gemshorn 4 Flageolet 2 Hautboy 8 Cornopean 8 Clarion 4

- Acobladors
  - Pedal d'onatge a pedal Pedal gran a pedal Oleaje a cor Octave d'onatge a gran onatge a gran

Com a part de la renovació de la catedral de 2009/2010, l'òrgan va ser desmantellat i emmagatzemat per David Wells (Organ Builders Ltd) de Liverpool. Actualment hi ha un orgue electrònic Allen Protégé AP-6 en ús. Hi ha un fons de restauració d'òrgans per tornar a instal·lar els Willis

## Parròquia de Sant Andreu
La parròquia de Sant Andreu remunta els seus orígens a la reelecció d'un rector a Glasgow en 1792. Aquest any, dues-centes persones van arribar a la missa d'obertura en una sala llogada al carrer Mitchell. Cinc anys més tard, els nous locals a la zona de Calton de l'East End van proporcionar 600 persones cada diumenge fins a la celebració de la primera missa a la nova església de St Andrew a Clyde Street el 22 de desembre de 1816.
Des d'aleshores, l'obertura de noves parròquies i la remodelació del centre de la ciutat han esgotat la població de la parròquia de la Catedral, però la comunitat reduïda de feligresos s'incrementa amb nombres d'altres llocs, alguns dels quals viatgen considerablement per assistir a la celebració de la litúrgia i la cura del teixit. Els compradors, els treballadors, els estudiants, els turistes i els transeünts també visiten regularment la Catedral - per a una pregària tranquil·la, per a la missa o per al sagrament de la reconciliació. També hi ha litúrgies majors celebrades amb freqüència per l'Arquebisbe, que atreu els fidels de les parròquies arqueòcisses.

## Renovació
Un gran projecte de restauració va començar el 14 d'agost de 2009, ja que la Catedral havia estat necessària una gran reforma i ampliació. El programa de renovació inclou la realització de nous sistemes de calefacció i il·luminació, així com redecoració i restauració de fulls d'or, instal·lació de portes de bronze recentment encarregades, reparació i restauració de l'òrgan de canonades i instal·lació d'un nou llenç de Peter Howson que representa el martiri de Sant Joan Ogilvie. El treball es va completar a l'abril de 2011, i va veure el retorn de la cathedra a la Catedral de St Andrew des de la pro-Catedral temporal de l'Arxidiòcesi de Glasgow a Santa Maria, Calton. La catedral va tornar a obrir oficialment l'11 d'abril de 2011.